# Jimmy Carson
James Charles Carson, född 20 juli 1968 i Southfield, Michigan, är en amerikansk före detta professionell ishockeyspelare som spelade i NHL från 1986 till 1996. Han valdes av Los Angeles Kings i NHL-Draften 1986 som andre spelare totalt. Carson och Martin Gelinas var en del av jättebytet som gjorde av de skickades till Edmonton Oilers i utbyte mot Wayne Gretzky, Marty McSorley och Mike Krushelnyski. Carson spelade senare två säsonger med Gretzky i Los Angeles.
Han har även spelat för Detroit Red Wings, Vancouver Canucks och Hartford Whalers.

## Statistik

### Klubbkarriär
| 1984–85    | Verdun Junior Canadiens | QMJHL      | 68  | 44  | 72  | 116 | 16  | 14 | 9  | 17 | 26 | 12 |
| 1985–86    | Verdun Junior Canadiens | QMJHL      | 69  | 70  | 83  | 153 | 46  | 5  | 2  | 6  | 8  | 0  |
| 1986–87    | Los Angeles Kings       | NHL        | 80  | 37  | 42  | 79  | 22  | 5  | 1  | 2  | 3  | 6  |
| 1987–88    | Los Angeles Kings       | NHL        | 80  | 55  | 52  | 107 | 45  | 5  | 5  | 3  | 8  | 4  |
| 1988–89    | Edmonton Oilers         | NHL        | 80  | 49  | 51  | 100 | 36  | 7  | 2  | 1  | 3  | 6  |
| 1989–90    | Edmonton Oilers         | NHL        | 4   | 1   | 2   | 3   | 0   | —  | —  | —  | —  | —  |
| 1989–90    | Detroit Red Wings       | NHL        | 44  | 20  | 16  | 36  | 8   | —  | —  | —  | —  | —  |
| 1990–91    | Detroit Red Wings       | NHL        | 64  | 21  | 25  | 46  | 28  | 7  | 2  | 1  | 3  | 4  |
| 1991–92    | Detroit Red Wings       | NHL        | 80  | 34  | 35  | 69  | 30  | 11 | 2  | 3  | 5  | 0  |
| 1992–93    | Detroit Red Wings       | NHL        | 52  | 25  | 26  | 51  | 18  | —  | —  | —  | —  | —  |
| 1992–93    | Los Angeles Kings       | NHL        | 34  | 10  | 12  | 22  | 14  | 18 | 5  | 4  | 9  | 2  |
| 1993–94    | Los Angeles Kings       | NHL        | 25  | 4   | 7   | 11  | 2   | —  | —  | —  | —  | —  |
| 1993–94    | Vancouver Canucks       | NHL        | 34  | 10  | 7   | 17  | 22  | 2  | 0  | 1  | 1  | 0  |
| 1994–95    | Hartford Whalers        | NHL        | 38  | 9   | 10  | 19  | 29  | —  | —  | —  | —  | —  |
| 1995–96    | HC Lausanne             | NL-A       | 13  | 3   | 4   | 7   | 11  | —  | —  | —  | —  | —  |
| 1995–96    | Hartford Whalers        | NHL        | 11  | 1   | 0   | 1   | 0   | —  | —  | —  | —  | —  |
| 1996–97    | Detroit Vipers          | IHL        | 18  | 7   | 16  | 23  | 4   | 13 | 4  | 6  | 10 | 12 |
| 1997–98    | Detroit Vipers          | IHL        | 49  | 10  | 28  | 38  | 34  | 9  | 3  | 4  | 7  | 6  |
| NHL totalt | NHL totalt              | NHL totalt | 626 | 275 | 286 | 561 | 254 | 55 | 17 | 15 | 32 | 22 |